# Khibiny (oblast de Mourmansk)
Khibiny (en russe : Хибины) est une gare (un type de localité) de l'okroug municipal d'Apatity de l'oblast de Mourmansk, en Russie arctique. Il est inhabité.

## Géographie
Le village de Khibiny se situe dans l'oblast de Mourmansk, un oblast de la Laponie, en Russie arctique, et il fait partie du district fédéral du Nord-Ouest. Le village fait partie de l'okroug municipal d'Apatity une subdivision de l'oblast.  
Khibiny, comme tout l'oblast de Mourmansk, est située dans le fuseau horaire MSK (heure de Moscou). Le décalage horaire appliqué par rapport au temps universel coordonné est +03:00.

## Démographie
Recensements (*) et estimations de la population,:
| 1926 | 1938 | 2002 * | 2010* |
| ---- | ---- | ------ | ----- |
| 205  | 201  | 10     | 0     |